# RK Metaloplastika
RK Metaloplastika (em sérvio: Рукометни клуб Металопластика) é um clube de handebol de Šabac, Sérvia. O clube foi fundado em 1948, competindo inicialmente na liga local. Foi o primeiro campeão europeu, fato que se repetiu mais duas vezes.

## Títulos

### EHF
- Campeão (2): 1984–85, 1985–86
- Vice (1): 1983–84
- Semi-finalistas: (3): 1982–83, 1986–87, 1987–88

### Liga Iugoslava
- 7: 1981–82, 1982–83, 1983–84, 1984–85, 1985–86, 1986–87, 1987–88

### Copa Iugoslava
- 4: 1979–80, 1982–83, 1983–84, 1985–86

## Ligações Externas
- Sítio Oficial
- página na EHF